# Goat (album)
Pour les articles homonymes, voir Goat.
Albums de The Jesus Lizard
Head
(1990) Liar
(1992)
Goat est le second album de The Jesus Lizard, sorti en 1991 sur le label Touch and Go Records. Il a reçu un accueil critique très favorable et certains considèrent qu'il est « la preuve solide que The Jesus Lizard était devenu l'un des plus viscéraux, incontournables et indispensables groupes américains ».

## Titres
| 1.    | Then Comes Dudley | 4:23 |
| 2.    | Mouth Breather    | 2:17 |
| 3.    | Nub               | 2:30 |
| 4.    | Seasick           | 3:11 |
| 5.    | Monkey Trick      | 4:19 |
| 6.    | Karpis            | 3:10 |
| 7.    | South Mouth       | 3:03 |
| 8.    | Lady Shoes        | 2:42 |
| 9.    | Rodeo In Joliet   | 4:49 |
| 30:28 |                   |      |